# Piotr Biron
Piotr Biron (niem. Peter von Biron, ur. 15 lutego 1724 w Mitawie, zm. 13 stycznia 1800 w Jeleniowie) – hrabia Świętego Cesarstwa Rzymskiego, książę Kurlandii i Semigalii w latach 1769–1795, książę Żagania w latach 1786–1800.

## Młodość
Był synem Ernesta Jana Birona i Benigny Gottlieby von Trotha oraz starszym bratem Karola Ernesta Birona. Młodość spędził w Sankt Petersburgu, gdzie jego ojciec był głównym doradcą i faworytem cesarzowej Anny Iwanowny. W 1735 roku typowany był na męża jej siostrzenicy Anny Leopoldowny. Plany dynastyczne przekreśliła jednak intryga dworska ministra Artemija Wołynskiego wymierzona przeciwko Ernestowi Bironowi.
W 1740 roku po spisku dworskim Anny Leopoldowny, Piotr Biron został zesłany wraz z rodzicami na Syberię. Na zesłaniu przebywał do czasów objęcia rządów przez Piotra III. W 1762 roku został zrehabilitowany i mianowany generałem jazdy rosyjskiej.

## Książę Kurlandii i Semigalii
Po powrocie Ernesta Jana Birona na tron Księstwa Kurlandii i Semigalii w 1763 roku, Piotr Biron został wyznaczony jego następcą i objął regencję w księstwie. W 1764 roku złożył hołd lenny Stanisławowi Augustowi Poniatowskiemu.
Formalnie władzę przejął w 1769 roku po abdykacji ojca. Zaczął gromadzić dobra ziemskie. Oprócz odziedziczonego Sycowa stał się także właścicielem wielu posiadłości na Śląsku i w Czechach m.in. Żagania (od 1786) i Náchodu (od 1792). Był mecenasem sztuki. Kolekcjonował obrazy, utrzymywał dworską kapelę i teatr.
W okresie rozbiorów Rzeczypospolitej zachowywał neutralność wobec wydarzeń, był posłuszny poleceniom i woli cesarzowej Katarzyny II. W 1791 roku stał się formalnie suwerennym władcą, jednak faktycznie znalazł się pod ścisłą zależnością Imperium Rosyjskiego. 30 maja 1794 roku wydał patent potępiający insurekcję kościuszkowską. W 1795 roku po III rozbiorze podjął decyzję o przekazaniu Kurlandii i Semigalii Rosji. W zamian za abdykację otrzymał wysoką dożywotnią rentę państwową w wysokości 60  000 talarów oraz rekompensatę finansową za utracone posiadłości w wysokości 2 000 000 talarów.

## Książę Żagania
Po zrzeczeniu się tronu ostatnie lata życia spędził w swoich dobrach na Śląsku i w Czechach. Rezydował głównie w Żaganiu, który uczynił wspaniałą rezydencją dorównującą dworom innych niemieckich książąt.
Piotr Biron pochowany został w krypcie pod wieżą Kościoła Łaski w Żaganiu.

## Życie prywatne
Był trzykrotnie żonaty. Z trzeciego małżeństwa z Dorotą von Medem miał sześcioro dzieci. Pierworodny syn Piotr zmarł w wieku 3 lat, a czwarta córka Karolina w wieku 2 lat. Dorosłego życia dożyły cztery córki:
- Wilhelmina – żona księcia Juliusza Armanda de Rohan-Guéméné, a później księcia Wasylego Trubeckiego i hrabiego Karola von Schulenburg-Vitzenburga
- Paulina – żona księcia Fryderyka Hermana von Hohenzollern-Hechingen
- Joanna – żona księcia Acarenza, Franciszka Pignatelliego de Bellmonte
- Dorota – żona księcia Dino, Aleksandra Edmunda de Talleyrand-Périgord